# Bajamont
Bajamont település Franciaországban, Lot-et-Garonne megyében. Lakosainak száma 1000 fő (2022. január 1.). Bajamont La Croix-Blanche, Foulayronnes, Laroque-Timbaut, Pont-du-Casse és Sauvagnas községekkel határos.

## Népesség
A település népességének változása:
| Lakosok száma | 362  | 857  | 912  | 943  | 982  | 1020 | 981  | 989  | 993  | 1000 |
|               | 1968 | 1990 | 2006 | 2011 | 2015 | 2016 | 2018 | 2019 | 2021 | 2022 |